# Flamman (film)
Flamman är en svensk film från 1956 i regi av Arne Ragneborn. I de större rollerna ses 
Catrin Westerlund, Ragneborn själv och Inga Gill.
Manusförfattare var Gun Zacharias och Ragneborn. Musiken komponerades av Harry Arnold, Gösta Theselius och Lars Burman. Fotograf var Bengt Lindström och klippare Carl-Olov Skeppstedt. Filmen spelades in 1955 i Metronome Studios i Stocksund och premiärvisades den 26 mars 1956 på biografen Riviera i Stockholm. Filmen är 78 minuter lång och tillåten från 15 år.

## Rollista
- Catrin Westerlund	– Fransiska "Flamman" Karlsson
- Arne Ragneborn – Lasse
- Inga Gill	– Agneta
- Elof Ahrle – Bernhard Karlsson, far till Fransiska
- Eivor Engelbrektsson – Alice Karlsson, mor till Fransiska
- Gösta Prüzelius – Berndtsen
- Lars Ekborg – Tage Nordlander
- Carl-Olof Alm – Janne
- Lars Burman – Lövet
- Sif Ruud – gatflicka
- Hans Strååt – föreståndare för skyddshemmet
- Ellika Mann – assistent
- Sissi Kaiser – Ulla
- Allan Edwall – Ullas man
- Elise Ottesen-Jensen – Elise Ottesen-Jensen
- Malcolm Tottie – dr Malcolm Tottie
- Lars Bolin – Lars Bolin
- Eivor Landström – Anna
- Marianne Löfgren – patient
- Fritiof Billquist	– restauranggäst
- Torsten Lilliecrona – restauranggäst
- Anders Näslund – restauranggäst
- Astrid Bodin – fru Andersson
- Tommy Johnson – Benkan
- Jan-Olof Rydqvist	– Tage Nordlanders kompis
- Lissi Alandh – kollega till Fransiska
- Eva Laräng – kollega till Fransiska
- Georg Funkquist – man på bro
- Bengt Logardt – Tage, man på gatan
- Henrik Schildt – en man som antastar Fransiska
- Chris Wahlström – arg gatflicka
- Claes-Håkan Westergren – man i sällskapmed gatflickan
- Catherine Berg – en flicka på skyddshemmet
- Maj-Britt Lindholm – enflicka på skyddshemmet
- Öllegård Wellton – en flicka på skyddshemmet
- Gudrun Östbye – en flicka på skyddshemmet
- Sven-Axel "Akke" Carlsson	– motorcyklist
- Gösta Krantz – onykter man
- Gordon Löwenadler	– polis
- Frithiof Bjärne – fångvaktare
- Ethel Billeryd – ej identifierad roll
- Yvonne Modin	– ej identifierad roll

## DVD
Filmen gavs ut på DVD 2009.